# Cock (opera teatrale)
Cock è un'opera teatrale del drammaturgo britannico Mike Bartlett, rappresentata per la prima volta a Londra nel 2009.

## Trama
John ha creduto di essere gay per tutta la vita e da sette anni vive felicemente con il fidanzato M. In un periodo burrascoso nella loro relazione, i due decidono di prendersi una pausa e John incontra W, una donna, mentre va al lavoro. Con sua grande sorpresa, John si scopre attratto da W, i due intraprendono una relazione, fanno sesso e il ragazzo si scopre sorprendentemente soddisfatto dal sesso eterosessuale. Allo stesso tempo, è confuso dalla scoperta della propria bisessualità, essendosi sempre e solo considerato un uomo gay sin dall'adolescenza. Quando M scopre la relazione si sente doppiamente tradito: non solo il compagno ha una tresca, ma ne ha una con una donna. Così, M e W litigano come in un combattimento di galli (cockfight, in inglese) per stabilire a chi spetterà John.

## Produzioni
La pièce debuttò al Royal Court Theatre di Londra il 13 novembre 2009. James Macdonald curava la regia, mentre il cast comprendeva Ben Whishaw nel ruolo di John, Katherine Parkinson in quello di W, Andrew Scott nella parte di M e Paul Jesson in quello di suo padre.. Successivamente, altri allestimenti della commedia sono andati in scena a Chichester e New York, mentre la messa in scena è stata proibita a Sotira (Cipro) per le sue tematiche LGBT. Nel 2022 la commedia è tornata sulle scene londinesi, in un allestimento in scena all'Ambassadors Theatre per la regia di Marianne Elliott e un cast che comprendeva Jonathan Bailey, Taron Egerton, Jade Anouka e Phil Daniels.
La prima italiana di Cock avvenne al Teatro Filodrammatici di Milano in occasione della rassegna di teatro omosessuale "Illecite/visioni". Silvio Peroni ne ha curato la regia e il cast comprendeva Margot Sikabonyi, Fabrizio Falco, Jacopo Venturiero ed Enrico Di Troia. Lo spettacolo rimase in scena dall'11 al 16 novembre 2014.